# Nepal National League
Die Nepal National League (auch Red Bull National League) war in der Saison 2011/12 und der Saison 2014/15 die höchste Spielklasse des nationalen Fußballverbands von Nepal. Sie wurde 2011/12 gegründet, zuvor war die A-Division-Liga die höchste Liga des Landes. Diese ist es auch wieder seit der Saison 2018/19.

## Aktuelle Saison
In der Saison 2018/19 nahmen die folgenden zehn Mannschaften am Spielbetrieb teil:
Three Star Club 

Manang Marshyangdi Club

Sankata Boys Sports Club

Nepal Army Club

Nepal Police Club

Himalayan Sherpa Club

Chyasal Youth Club

Armed Police Force Club

Saraswoti Youth Club

Friends Club

Brigade Boys Club

Jawalakhel Youth Club

Machhindra FC

New Road Team